# Gramsbergen
Gramsbergen és una ciutat del municipi de Hardenberg a la província d'Overijssel, a l'est dels Països Baixos. El 2021 tenia 3.180 habitants. Malgrat aquest nombre d'habitants, Gramsbergen és qualificada com a "ciutat", perquè l'any 1442 va rebre el títol de ciutat.

## Personatges coneguts
- Albert Timmer, ex-ciclista de l'Skil-Shimano.[3]